# Deilephila colossus
Deilephila colossus är en fjärilsart som beskrevs av Bang-haas 1906. Deilephila colossus ingår i släktet Deilephila och familjen svärmare. Inga underarter finns listade i Catalogue of Life.